# جيمس دبليو. جيرارد
جيمس دبليو. جيرارد (بالإنجليزية: James W. Gerard)‏ هو دبلوماسي وقاضي ومحامي وسياسي أمريكي، ولد في 25 أغسطس 1867 في نيويورك في الولايات المتحدة، وتوفي في 6 سبتمبر 1951 في الولايات المتحدة. انتخب سفير وانتخب سفير الولايات المتحدة لدى ألمانيا ‏.

## روابط خارجية
- جيمس دبليو. جيرارد على موقع IMDb (الإنجليزية)
- جيمس دبليو. جيرارد على موقع ميوزك برينز (الإنجليزية)